# 109e régiment d'infanterie (France)
Le 109e régiment d'infanterie (109e RI) est un régiment d'infanterie de l'Armée de terre française créé sous la Révolution à partir des débris des régiments coloniaux de la Martinique et de la Guadeloupe des régiments français d'Ancien Régime.

## Création et différentes dénominations
- 29 juin 1792 : tous les régiments prennent un nom composé du nom de leur arme avec un numéro d’ordre donné selon leur ancienneté. Le régiment de la Martinique devient le 109e régiment d'infanterie de ligne ci-devant Martinique.
- 1793 : création de la 109e demi-brigade de première formation
- 4 mai 1796 : devient la 109e demi-brigade de deuxième formation
- 1803 : le régiment est dissous
- Le numéro 109 reste vacant jusqu'en 1871.
- 1871 : création du 109e régiment d'infanterie de ligne
- 1882 : devient 109e régiment d'infanterie.
- 1923 : dissolution (traditions gardées par le 21e RI)

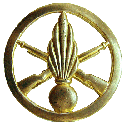
Insigne de béret d'infanterie

- 1939 : 109e régiment d'infanterie.
- 1940 : dissolution

## Chefs de corps
- 1792 : Colonel Louis Michon[note 1],[1]
- 1793 : Colonel Pierre Feydieu
- 1794 : Chef de Brigade Barbas
- 1794 : Chef de Brigade Michel
- 1795 : Chef de Brigade Laval
- 1796 : Chef de Brigade Baulard
- 1797 : Chef de Brigade Clerc
- 1800 : Chef de Brigade Jacques Michel Lainé
- 1870 : Colonel Miguel de Riu
- 1870 : Lieutenant-colonel Charles Marie Aristide Landrut
- 1871 : Colonel Théodore Lespieau
- 1871 : Colonel Georges Boulanger
- 1873 : ?
- 1878 : Colonel Collio
- 1881 : Colonel Drappeau
- 1884 : Colonel Gallimard
- 1887 : Colonel Brochier
- 1893 : Colonel Bigaud
- 1898 : Colonel Léon Seelwéger
- 1907 : colonel Barthélémy Edmond Palat
- 1914 : Colonel Aubry[2]
- 1914 : Chef de bataillon Boreau de Roincé
- 1914-1915 : Lieutenant-colonel Schmidt
- 1915 : Lieutenant-colonel Delestre[3]
- 1915-1916 : Lieutenant-colonel Boreau de Roincé
- 1916-1918 : Lieutenant-colonel Randier
- 1918-1923 : Lieutenant-colonel St Hillier
- 1939-1940 : Colonel Marchand

## Historique des garnisons, combats et batailles du109eRI
Il fait partie des nombreux régiments de la Monarchie qui avaient pour mission de servir sur les bateaux et dans les colonies. Tous ces régiments ont été dotés en 1791 d'un numéro dans l'ordre de bataille de l'infanterie de ligne, mais ils peuvent historiquement être considérés comme les « ancêtres » des régiments d'Infanterie de marine.
Ce sont :
- "La Marine", issu des Compagnies ordinaires de la mer, créées en 1622 et devenu 11e régiment d'infanterie
- "Royal-Vaisseaux" qui date de 1638 et devenu 43e régiment d’infanterie
- "La Couronne" créé en 1643 et devenu 45e régiment d’infanterie
- "Royal-Marine" mis sur pied en 1669 et devenu 60e régiment d’infanterie
- "Amirauté" créé en 1669 ;
- "Cap" créé en 1766 et devenu 106e régiment d’infanterie
- "Pondichéry" créé en 1772 et devenu 107e régiment d’infanterie
- "Martinique et Guadeloupe" créé en 1772 et devenu 109e régiment d’infanterie
- "Port-au-Prince" créé en 1773 et devenu 110e régiment d’infanterie.

### Guerres de la Révolution et de l'Empire
En 1791, le régiment de la Martinique, qui s'était révolté en 1790, était toujours retranché au fort Bourbon. Afin de débloquer la situation le régiment de la Guadeloupe fut appelé pour combattre cette insurrection mais se révolta également et alla rejoindre les insurgés.
Les 2e bataillons des 31e, 34e et 58e régiment d'infanterie furent embarqués à Brest ainsi que le 2e bataillon du 25e embarqué à Nantes et débarquèrent en Martinique pour être employé contre les rebelles. Les 2e bataillons des 25e et 34e refusèrent d'agir contre les rebelles. Ils furent renvoyés en France et débarquèrent en juin à Rochefort et à Brest. Le 2e bataillon du 58e refusa quant à lui de débarquer et revint en juin à Brest .

Cependant les insurgés s'étant soumis, les régiments de la Martinique et de la Guadeloupe sont embarqués pour la France.
En juillet, le régiment de la Martinique débarque à Belle-Isle et le régiment de la Guadeloupe à Hennebont et sont réorganisés à 2 bataillons.
Le décret du 5 mai 1792 réunit les débris des régiments de la Martinique et de la Guadeloupe pour en composer le 109e régiment d'infanterie.
Le régiment est organisé à Vannes par le général Chevigné, le 23 octobre 1792, et se compose à cette date de 1 044 hommes et de 24 officiers.
Il est d'abord partagé entre les garnisons de Vannes et de Brest et n'est appelé à l'armée qu'au commencement de 1793. Il immortalise son numéro à la défense de Nantes le 29 juin. Le général Beysser dit dans son rapport : 
« Je dois des louanges particulières au « 109e régiment ». Pendant dix-huit heures, il n'a cessé de combattre dans les postes les plus périlleux, et partout où il a combattu, l'ennemi a été terrassé. »
Le général Canclaux, de son côté, s'exprimait ainsi : 
« Je ne puis m'empêcher de distinguer celui que cite toute cette ville, le  « 109e régiment », qui, au nombre de 400 hommes, aidé par un bataillon de volontaires de la Mayenne, a soutenu l'attaque de la porte de Vannes, sans discontinuer pendant plus de douze heures le feu le plus vif. »
Attaqué, en effet, dans cette circonstance, par toute la division d'Elbée, le régiment recula jusqu'à la place de Viarmes, y soutint un combat terrible, et finit par repousser les Vendéens, dont la plupart furent tués ou fait prisonniers. 
 À la bataille de Cholet, le 17 octobre 1793, le 109e fait partie de la réserve. La journée semblait perdue, lorsque Kléber fait avancer cette réserve. Le 109e se porte en avant, musique en tête, au chant de La Marseillaise, et commence la déroute des Vendéens.
Après avoir contribué à la prise de Noirmoutiers le 3 janvier 1794 et à l'anéantissement des dernières troupes de d'Elbée, le régiment se distingue encore, à la bataille de Legé, où ses soldats, pieds nus, culbutent les troupes de Charette.
Le 10 messidor an III (28 juin 1795), les deux bataillons du régiment devinrent les noyaux des 193e et 194e demi-brigades de première formation.
Le 2 messidor an II (20 juin 1794) la 109e demi-brigade de première formation, est constituée par l'amalgame des :
- 1er bataillon du 55e régiment d'infanterie (ci-devant Condé)
- 4e bataillon de volontaires de Maine-et-Loire
- 5e bataillon bis de volontaires de Rhône-et-Loire
- 7e bataillon de volontaires de l'Oise
- d'une partie du bataillon des Vosges-et-Meurthe [7]

- 1792-1793 : Armée des Côtes, Premier combat de Rochefort-en-Terre, Bataille de La Garnache, Bataille de Bouin, Bataille de Noirmoutier.
- 1794 : Armée de la Moselle.
- 1794-1795 : Armée du Rhin et armée de Rhin-et-Moselle.

Le 16 ventôse an IV (6 mars 1796) l'unité est réorganisée sous le nom de 109e demi-brigade de deuxième formation avec :
- la 74e demi-brigade de première formation (2e bataillon du 37e régiment d'infanterie (ci-devant Maréchal de Turenne), 2e bataillon de volontaires de la Charente-Inférieure et 8e bataillon de volontaires du Jura])
- la 205e demi-brigade de première formation (3e bataillon de volontaires de Rhône-et-Loire, 5e bataillon de volontaires de Seine-et-Oise et 5e bataillon de volontaires de la Manche)

- 1796-1797 : Armée de Rhin-et-Moselle et Armée d'Allemagne.

Le 5 juillet 1796 lors de la bataille de Rastadt la 109e est à la réserve avec la 93e demi-brigade de deuxième formation. Lors de la bataille d'Ettlingen (en), le 9 juillet, la brigade Lambert (109e et 93e demi-brigade) prend une part active à la victoire en capturant 1 000 hommes et deux pièces de canon.
- 1798 : Armée d'Helvétie.
- 1799 : Armée d'Helvétie et du Danube.
- 1800 : Armée du Rhin.

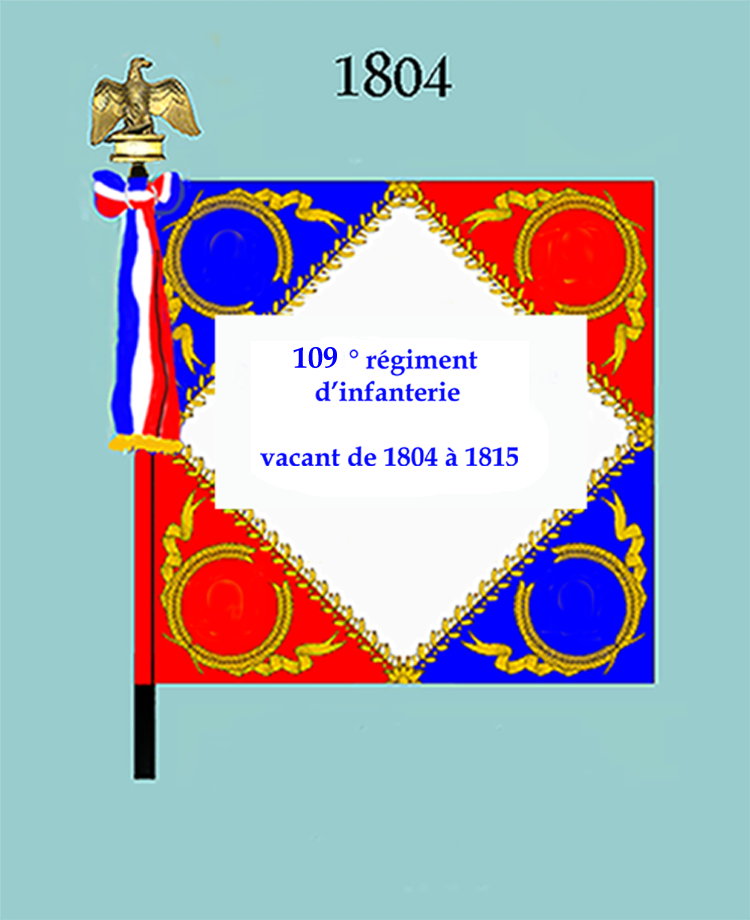
Drapeau modèle de 1804 (avers)
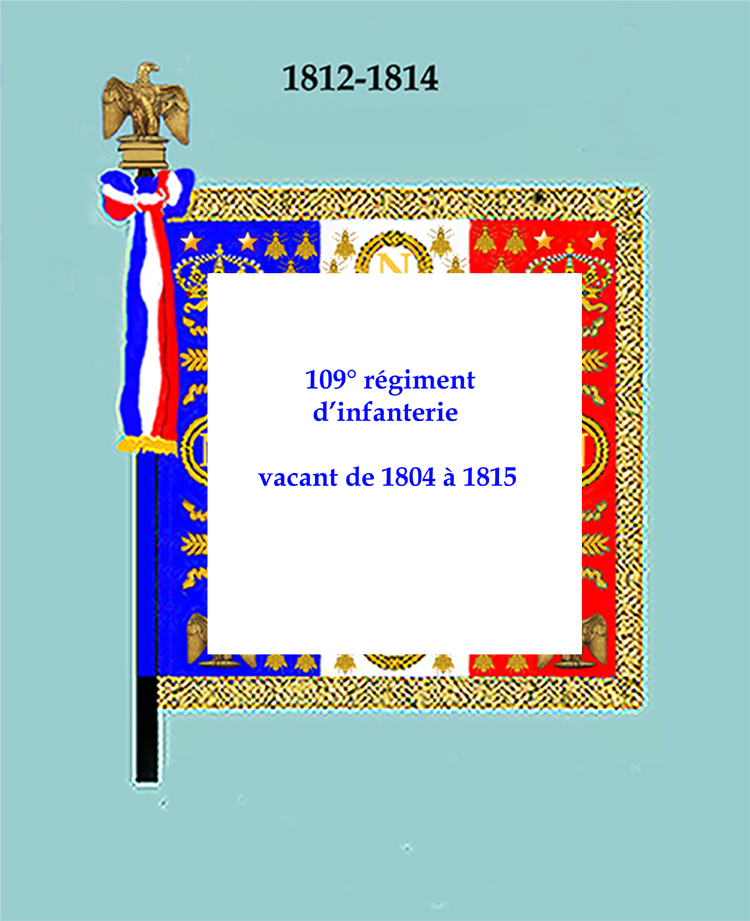
Drapeau modèle de 1812 (avers)
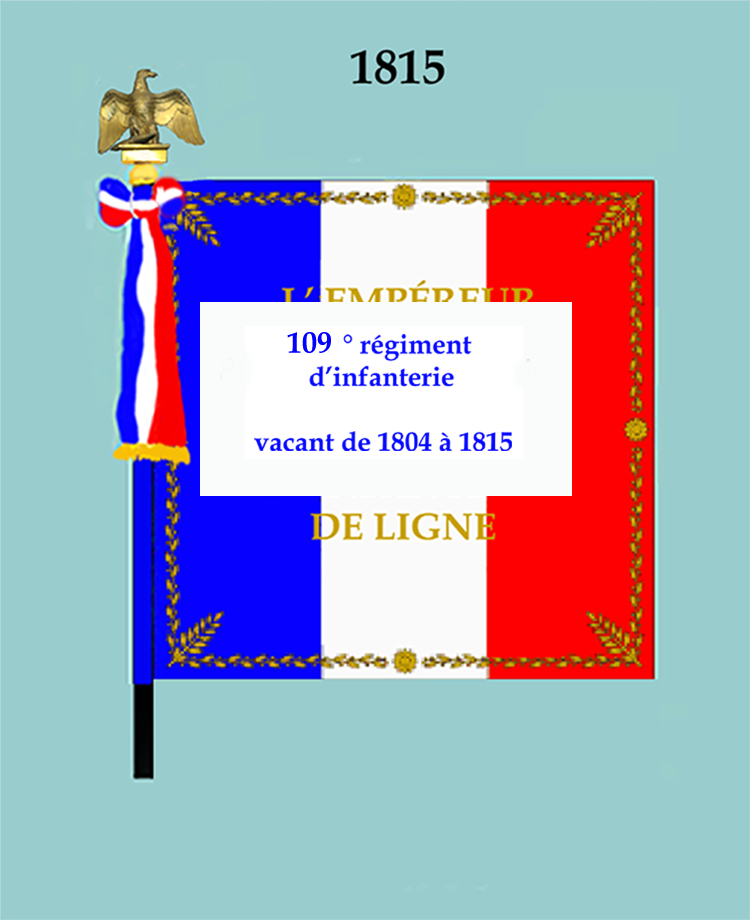
Drapeau modèle de 1815 (avers)

En 1802 (an X) le 3e bataillon est embarqué pour l'Inde avant de concourir à la formation du régiment de l'Île-de-France le 18 brumaire an XIII (9 novembre 1804).
Le 1er vendémiaire an XII (24 septembre 1803), lors de la réorganisation des corps d'infanterie, les 1er et 2e bataillons de la 109e demi-brigade de deuxième formation incorporent le 21e régiment d'infanterie de ligne.
Son numéro reste vacant jusqu'en 1871

### Second Empire
Par décret du 28 octobre 1870 le 9e régiment de marche devient le « 109e régiment d'infanterie de ligne ».
Rattaché au 17e corps d'armée, sous le commandement du général Vinoy, le 109e RI part pour Mézières au moment de la capitulation de Sedan. Il rétrograde alors sur Paris et dès les premiers jours de l'investissement où il est rattaché à la 1re brigade, de la 1re division, du 2e corps d'armée, de la 2e armée de Paris le 109e il est chargé de défendre le parc et le château de Buzenval et les ponts de Billancourt et de Saint-Cloud.

Le 30 septembre il se trouve aux combats de Villejuif et de l'Haÿ ou son colonel, Miguel de Riu, est blessé. 

Remplacé par le lieutenant-colonel Charles Marie Aristide Landrut, le régiment assiste, le 13 octobre, au combat de Bagneux.

Le 9 janvier 1871, à la bataille de Buzenval, le 109e tient toute la journée la position qu'il a conquise, mais à huit heures du soir, il est contraint de suivre le mouvement en arrière et bivouaque sous le fort du Mont-Valérien. Dans cette journée, il perd 460 hommes et 14 officiers tués ou blessés; parmi ces derniers se trouve le lieutenant-colonel Landrut, commandant du régiment, qui est remplacé par le colonel Théodore Lespieau. 

Il fait ensuite le service de tranchée devant le fort d'Issy et c'est dans ses cantonnements de Vanves qu'il apprend, le 29 janvier, la signature de l'armistice.

### 1871 à 1914
Après l'armistice franco-allemand, le 109e régiment d'infanterie de ligne est désigné pour faire partie de la seule division d'infanterie qui devait conserver ses armes et concourut avec le 110e régiment, du 30 janvier au 18 mars, pour le service de garde de l'Hôtel de ville.
Sorti de Paris le 18 mars 1871, à 11 h du soir pour rejoindre l'armée versaillaise, il y revient le 22 mai et participe à la Semaine sanglante.

### Première Guerre mondiale
En 1914 le régiment est en garnison à Chaumont en Haute-Marne.

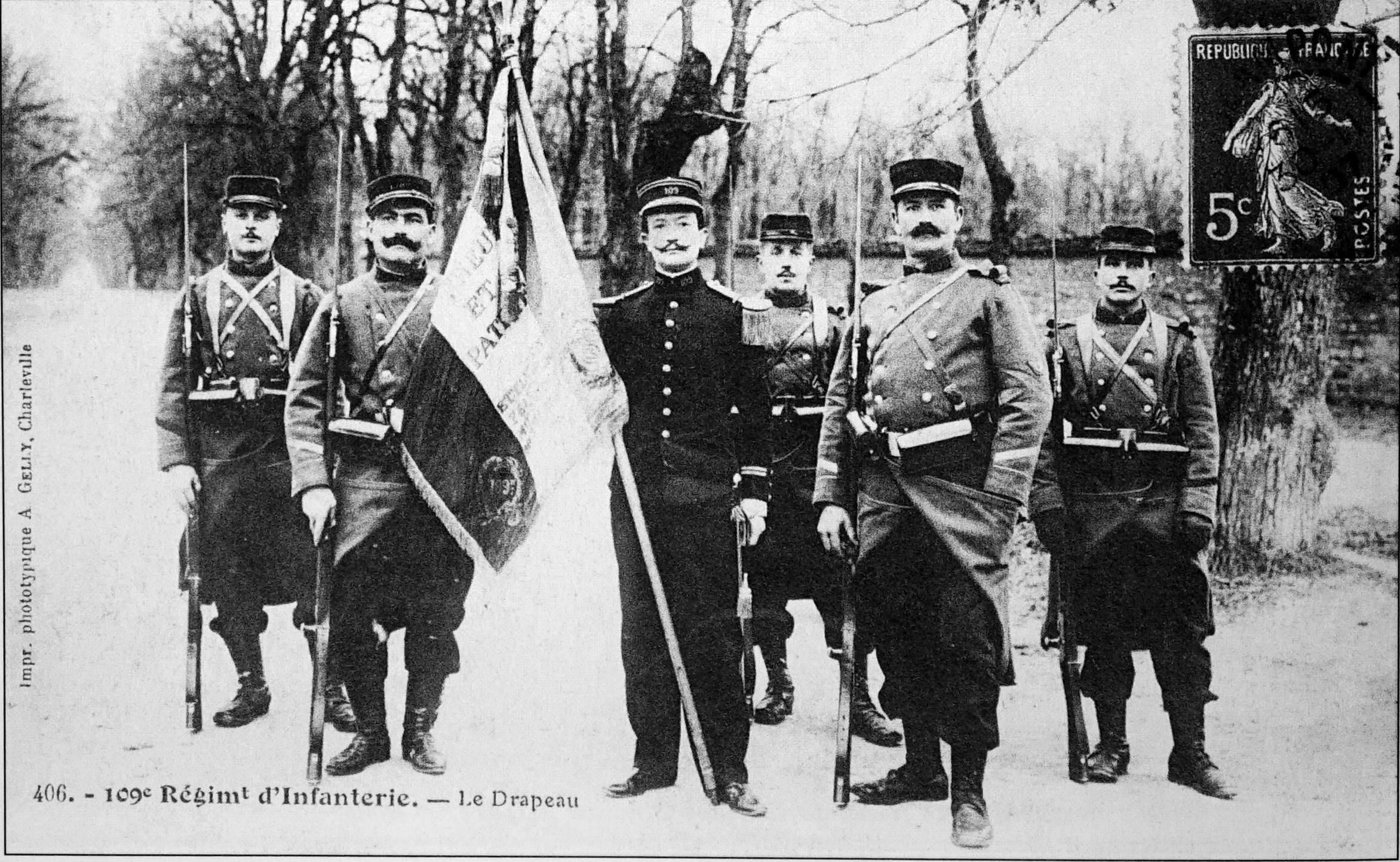
La garde au drapeau à Chaumont.
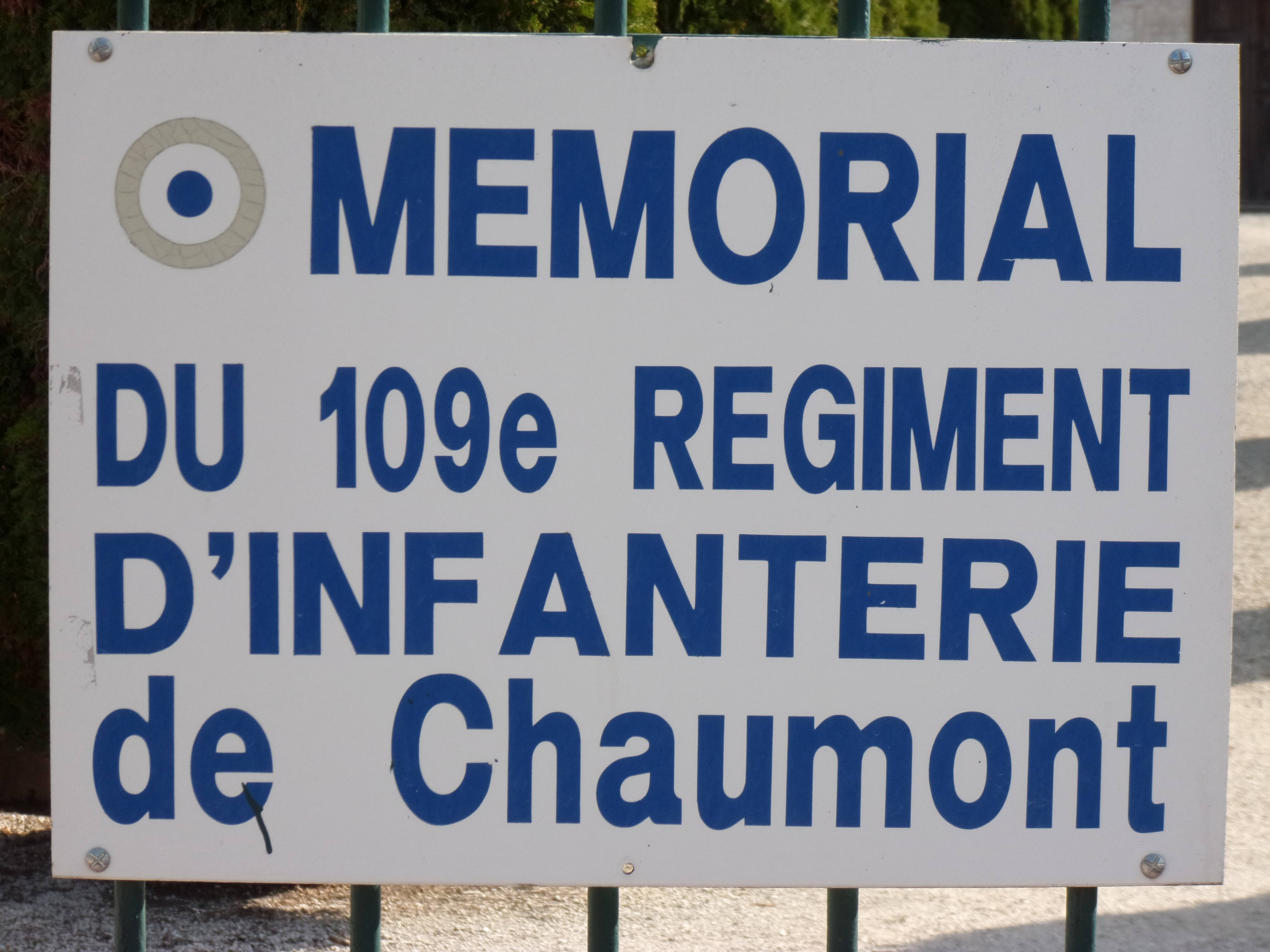
Panneau du Mémorial du 109e régiment d'infanterie à Chaumont.

- Unités d'Appartenance :
  - 08/1914 : 26e Brigade d'Infanterie - 13e Division d'Infanterie - 21e Corps d'Armée
  - 12/1916 : Infanterie Divisionnaire 13/13e Division d'Infanterie.

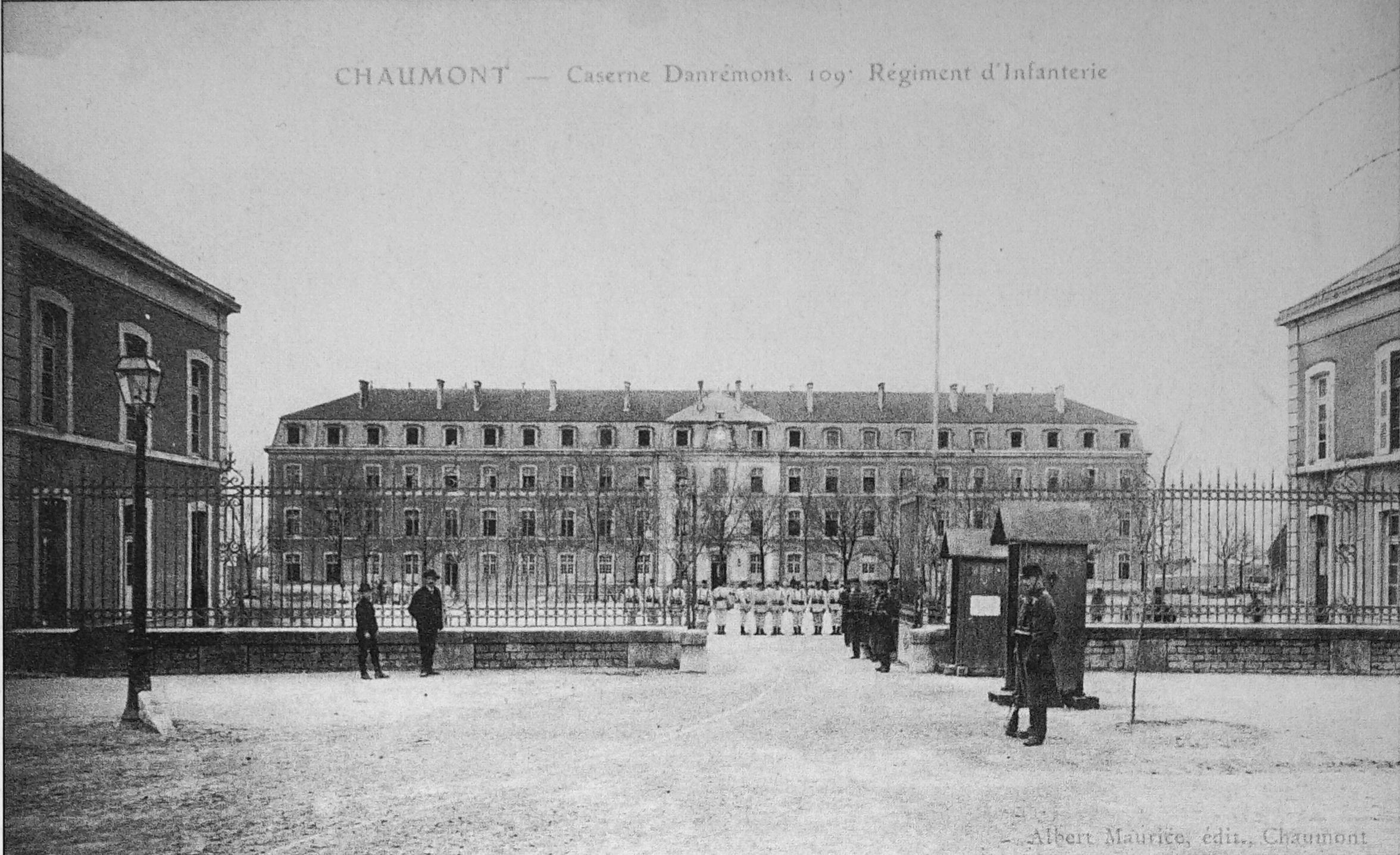
Le 109e à la caserne Damrémont à Chaumont.

#### 1914
- août : Vosges, couverture, combats de Plaine, Champenay, Schirmeck, Wisches (batailles des Chênes)
- septembre : retraite vallée de la Plaine, Thiaville-sur-Meurthe, combats de Fagnoux,
  - 25 août - 4 septembre : Bataille du col de la Chipotte
  - transport sur la Marne, Bataille de la Marne, vallée du puits, Ferme des Esserts, Sompuis, Bussy-le-Château, Somme-Suippe, Champagne, Perthe-les-Hurlus, Souain.
- octobre - décembre : Artois, 2e bataille d'Artois, secteur de la Bassée 3e bataille d'Artois, combats du Rutoire, Vermelles, Aix-Noulette, Souchez, Notre-Dame-de-Lorette, vallée de la Souchez, Crête de Givenchy-en-Gohelle.

#### 1915
- janvier - octobre : Artois (Notre Dame de Lorette en avril et mai), Souchez, Aix-Noulette, Givenchy.
- novembre - décembre : repos Houchin - le bois en Hache, bois de Givenchy - repos Humières.

#### 1916
- janvier - février : camp de Saint-Riquier, instruction - Revigny, Verdun.
- mars : Verdun, secteur bois de la Caillette, est Douaumont.
- mars - avril : repos région de Bar-le-Duc.
- avril - juillet : Champagne, Tahure, le Mont Muret. Repos Châlons-sur-Marne.
- août - décembre : la bataille de la Somme, Soyécourt, Deniécourt, Ablaincourt. Déplacement de la Somme à Vesoul.

#### 1917
- janvier - février : région de Dannemarie,
- février - mars : Mollans, Genevreuille, Pomoy, instruction. Travaux secteur Haute-Alsace.
- avril - mai : déplacement sur Dormans,
- mai - juin : Mercin-et-Vaux, en réserve.
- juin - août : chemin des Dames, secteur de Laffaux.
- août - octobre : forêt de Villers-Cotterêts, repos et instruction.
- octobre : bataille de la Malmaison, ferme Vaurains, vallée de l'Ailette
- novembre- décembre : région de Meaux, repos.
- décembre : frontière suisse, Delle, Grandvillars, travaux.

#### 1918

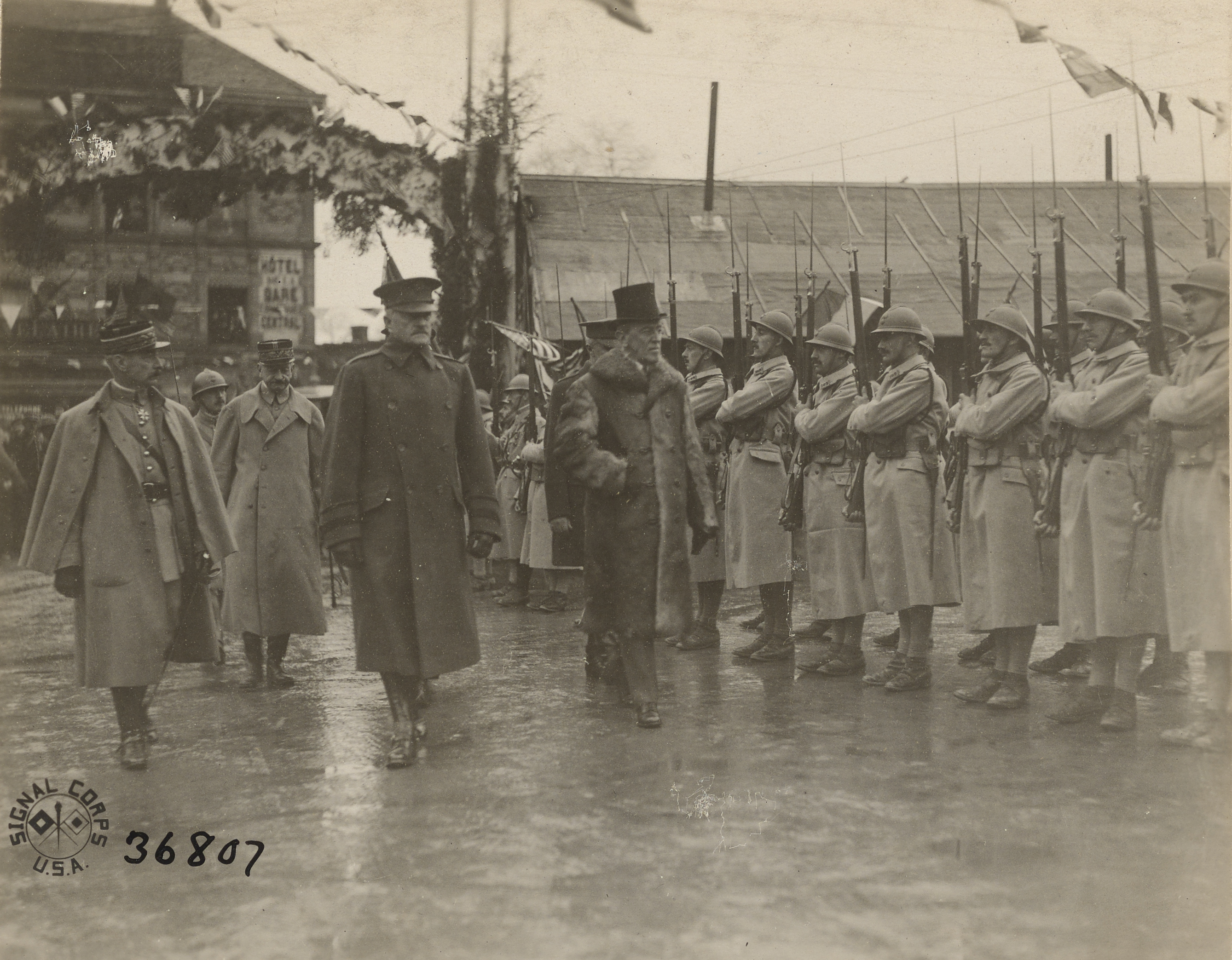
Garde d'honneur du passée en revue par le président Wilson et le général Pershing au dépôt de Chaumont, le 25 12 1918.

- janvier - mai : Vosges, vallée de la Lauch, le Sudelkopf
- mai - juin : 3e bataille de l'Aisne, défense de la Vesle, Fismes, combat de Saint-Gilles, Dormans.
- juin - août : Champagne, bataille défensive de Champagne, Souain.
- août - septembre : repos Saint-Germain-la-Ville, Cheppy…
- septembre : offensive de Champagne, la Dormoise, le mont Muret, ravin d'Aure, crête d'Orfeuil,
- octobre : repos région d'Épense.
- octobre - novembre : offensive de Champagne, Saint-Germainmont, Hundingstellung, Saint-Fergeux.
- novembre : Ardennes, Hauteville, bois d'Avaux, Beaumont-en-Aviotte, forêt de Signy, Dommery.

### Seconde Guerre mondiale

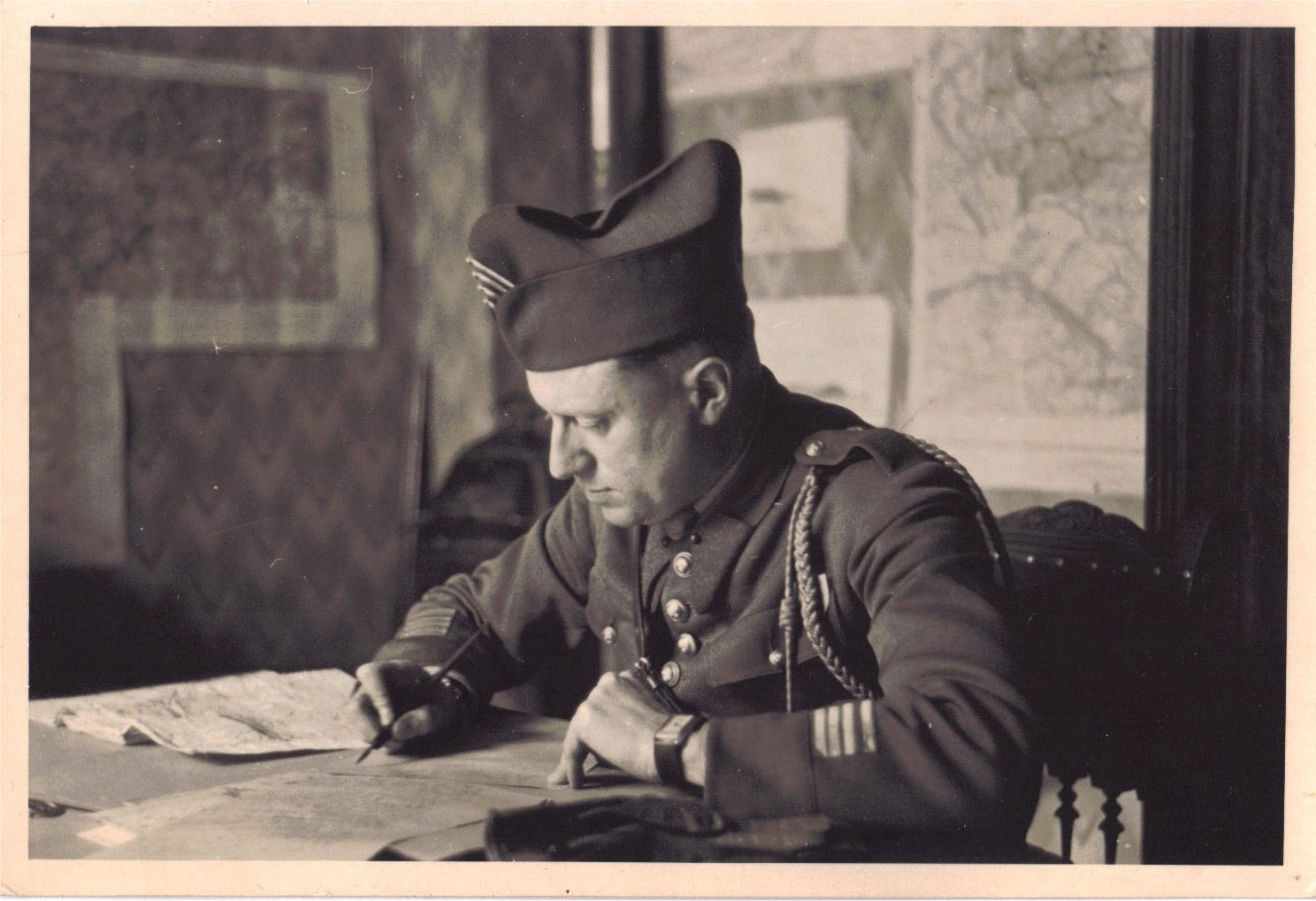
Un officier du RI en 1939, le commandant Jacquot.

Régiment de réserve de série A à la mobilisation, il est mis sur pied le 2 septembre 1939 par le centre mobilisateur d'infanterie no 74 (Besançon). Commandé par le lieutenant-colonel Marchand, il est rattaché à la 47e division d'infanterie.Pour son action lors de la campagne de 1940, le 109e régiment d'infanterie est cité à l'ordre de l'Armée par le général Weygand.

## Personnalités ayant servi au109eRI

### Avant 1914
- David Bélonie membre de la bande à Bonnot[9]

### 1914-1918
- Pierre Bernheim, résistant[10]

- Valdo Barbey[11] peintre-décorateur.
- André Claudot [12] peintre.

### 1939-1940
- Pierre-Élie Jacquot, général

## Drapeau
Il porte, cousues en lettres d'or dans ses plis, les inscriptions suivantes :
- Ettlingen 1796 (en)
- Feldkirch 1799
- Moesskirch 1800
- Memmingen 1800
- Artois 1915
- La Somme 1916
- La Malmaison 1917
- Champagne 1918

## Décorations
Sa cravate est décorée de la Croix de guerre 1914-1918 avec 4 palmes , puis de la Croix de guerre 1939-1945 avec 1 palme .
Il a le droit au port de la Fourragère aux couleurs du ruban de la Médaille militaire.

## Devise
« Renaître et vaincre »

## Insigne
- Écu bordure bleue buste de soldat casqué tourné vers la gauche.

## Sources et bibliographie
- Ministère de la Guerre, Historiques des corps de troupe de l'armée française 1569-1900, Berger-Levrault & Cie Éditeurs, Paris, 1900, 782 p.
- Serge Andolenko, Recueils d'historiques de l'infanterie française, 2e édition 1969, Eurimprim éditeurs, Paris, Imprimerie de Clairvivre Dordogne, 413 p.
- Yvick Herniou & Éric Labayle, Répertoire des corps de troupe de l'armée française pendant la grande guerre, Tome 2, Chasseurs à pied, alpins et cyclistes, Unités d'active de réserve et de territoriale, Éditions Claude Bonnaud, Château-Thierry, 2007, 446 p.  (ISBN 978-2-9519001-2-7)
- Valdo Barbey, Soixante jours de guerre en 1914, Bernard Giovanangeli Éditeur, réédition 2004, 156 p.  (ISBN 978-2-909034-47-8)
- Lucien Auvray, Sous le signe de Rosalie. Souvenirs d’un garçon de 20 ans. Guerre 1914-1918. Verdun, Chemin des Dames et la suite, Orléans, SARL Lhermitte, 1986, 199 p. (cet ouvrage ne concerne que le 109e).
- Edmond Marchand, Un régiment de formation au feu - Le 109e régiment d'infanterie en 1939 - 1940, Berger-Levrault, 1947, 138 p.